# Boy Magia
"Boy Magia" é uma canção da cantora brasileira Valesca Popozuda, lançada em 5 de fevereiro de 2016 como single pela gravadora Pardal Records e distribuída pela Universal Music Brasil.

## Antecedentes e lançamento
Após o lançamento do single "Sou Dessas" em 2015, Valesca Popozuda anunciou o lançamento de uma nova música intitulada "Boy Magia" para 5 de fevereiro de 2015, antecedida por um trecho da mesma. A faixa foi inspirada na gíria gay de mesmo nome, com a cantora elaborando:

"Eu gosto de brincar com o que vira bordão. A música é uma homenagem a eles e a elas, mas não tem a intenção de estabelecer que o cara perfeito tenha que ter características específicas. Cada um tem seu homem ideal. O magia não precisa ter barriga sarada. Em geral, é o cara de atitude, que enche a mulher de carinho. Não tem essa coisa de padronização do corpo. Ser rejeitado por não ter o corpo que acham que é o melhor é a pior coisa da vida. Eu já sofri com isso e sei como é".

A arte da capa de "Boy Magia" foi produzida por Jun Junior, e mostra a cantora cercada por homens seminus, e foi inspirada em trabalhos de cantoras internacionais, como o videoclipe de "Slow" de Kylie Minogue, e a capa do single "Dance Again", de Jennifer Lopez. Popozuda iniciou contagem regressiva para a canção em sua página oficial apresentando individualmente cada um dos homens que aparecem na capa. Apesar de a cantora ter declarado que um "boy magia" não precisava ter barriga sarada, ela foi questionada por ter escolhido apenas homens que preenchiam este requisito para aparecerem na capa, e respondeu dizendo que ela foi inspirada por Madonna e Jennifer Lopez, cantoras que ela ama. Apesar disso, a capa também recebeu críticas por ser parecida com a capa de uma edição da versão mexicana da revista GQ, quando estampou a atriz Jennifer Aniston em 2009.

## Análise da crítica
O portal Gshow recebou positivamente a canção, escrevendo: "Com frases como "Tô querendo um bofe desse lá em casa todo dia" e "bem dotado de ousadia", a música tem tudo para ser mais um hit da "nova" fase de Valesca".

## Videoclipe
Em dezembro de 2015, foi divulgado que o videoclipe de "Boy Magia" seria gravado em janeiro de 2016, e que a produção ainda estava na fase de escolha dos homens jovens, bonitos e sarados que contracenariam com a cantora. No fim de janeiro, Popozuda postou fotos da gravação que aconteceram no Estúdio Insônia, no Rio de Janeiro, em seu perfil na rede social Instagram.

## Lista de faixas
- Download digital[8]

1. "Boy Magia" - 2:38